# Danh sách tiểu hành tinh: 1401–1500
| Tên               | Tên đầu tiên | Ngày phát hiện       | Nơi phát hiện     | Người phát hiện   |
| ----------------- | ------------ | -------------------- | ----------------- | ----------------- |
| 1401 Lavonne      | 1935 UD      | 22 tháng 10 năm 1935 | Uccle             | E. Delporte       |
| 1402 Eri          | 1936 OC      | 16 tháng 7 năm 1936  | Heidelberg        | K. Reinmuth       |
| 1403 Idelsonia    | 1936 QA      | 13 tháng 8 năm 1936  | Crimea-Simeis     | G. N. Neujmin     |
| 1404 Ajax         | 1936 QW      | 17 tháng 8 năm 1936  | Heidelberg        | K. Reinmuth       |
| 1405 Sibelius     | 1936 RE      | 12 tháng 9 năm 1936  | Turku             | Y. Väisälä        |
| 1406 Komppa       | 1936 RF      | 13 tháng 9 năm 1936  | Turku             | Y. Väisälä        |
| 1407 Lindelöf     | 1936 WC      | 21 tháng 11 năm 1936 | Turku             | Y. Väisälä        |
| 1408 Trusanda     | 1936 WF      | 23 tháng 11 năm 1936 | Heidelberg        | K. Reinmuth       |
| 1409 Isko         | 1937 AK      | 8 tháng 1 năm 1937   | Heidelberg        | K. Reinmuth       |
| 1410 Margret      | 1937 AL      | 8 tháng 1 năm 1937   | Heidelberg        | K. Reinmuth       |
| 1411 Brauna       | 1937 AM      | 8 tháng 1 năm 1937   | Heidelberg        | K. Reinmuth       |
| 1412 Lagrula      | 1937 BA      | 19 tháng 1 năm 1937  | Algiers           | L. Boyer          |
| 1413 Roucarie     | 1937 CD      | 12 tháng 2 năm 1937  | Algiers           | L. Boyer          |
| 1414 Jérôme       | 1937 CE      | 12 tháng 2 năm 1937  | Algiers           | L. Boyer          |
| 1415 Malautra     | 1937 EA      | 4 tháng 3 năm 1937   | Algiers           | L. Boyer          |
| 1416 Renauxa      | 1937 EC      | 4 tháng 3 năm 1937   | Algiers           | L. Boyer          |
| 1417 Walinskia    | 1937 GH      | 1 tháng 4 năm 1937   | Heidelberg        | K. Reinmuth       |
| 1418 Fayeta       | 1903 RG      | 22 tháng 9 năm 1903  | Heidelberg        | P. Götz           |
| 1419 Danzig       | 1929 RF      | 5 tháng 9 năm 1929   | Heidelberg        | K. Reinmuth       |
| 1420 Radcliffe    | 1931 RJ      | 14 tháng 9 năm 1931  | Heidelberg        | K. Reinmuth       |
| 1421 Esperanto    | 1936 FQ      | 18 tháng 3 năm 1936  | Turku             | Y. Väisälä        |
| 1422 Strömgrenia  | 1936 QF      | 23 tháng 8 năm 1936  | Heidelberg        | K. Reinmuth       |
| 1423 Jose         | 1936 QM      | 28 tháng 8 năm 1936  | Uccle             | J. Hunaerts       |
| 1424 Sundmania    | 1937 AJ      | 9 tháng 1 năm 1937   | Turku             | Y. Väisälä        |
| 1425 Tuorla       | 1937 GB      | 3 tháng 4 năm 1937   | Turku             | K. A. Inkeri      |
| 1426 Riviera      | 1937 GF      | 1 tháng 4 năm 1937   | Nice              | M. Laugier        |
| 1427 Ruvuma       | 1937 KB      | 16 tháng 5 năm 1937  | Johannesburg      | C. Jackson        |
| 1428 Mombasa      | 1937 NO      | 5 tháng 7 năm 1937   | Johannesburg      | C. Jackson        |
| 1429 Pemba        | 1937 NH      | 2 tháng 7 năm 1937   | Johannesburg      | C. Jackson        |
| 1430 Somalia      | 1937 NK      | 5 tháng 7 năm 1937   | Johannesburg      | C. Jackson        |
| 1431 Luanda       | 1937 OB      | 29 tháng 7 năm 1937  | Johannesburg      | C. Jackson        |
| 1432 Ethiopia     | 1937 PG      | 1 tháng 8 năm 1937   | Johannesburg      | C. Jackson        |
| 1433 Geramtina    | 1937 UC      | 30 tháng 10 năm 1937 | Uccle             | E. Delporte       |
| 1434 Margot       | 1936 FD1     | 19 tháng 3 năm 1936  | Crimea-Simeis     | G. N. Neujmin     |
| 1435 Garlena      | 1936 WE      | 23 tháng 11 năm 1936 | Heidelberg        | K. Reinmuth       |
| 1436 Salonta      | 1936 YA      | 11 tháng 12 năm 1936 | Konkoly           | G. Kulin          |
| 1437 Diomedes     | 1937 PB      | 3 tháng 8 năm 1937   | Heidelberg        | K. Reinmuth       |
| 1438 Wendeline    | 1937 TC      | 11 tháng 10 năm 1937 | Heidelberg        | K. Reinmuth       |
| 1439 Vogtia       | 1937 TE      | 11 tháng 10 năm 1937 | Heidelberg        | K. Reinmuth       |
| 1440 Rostia       | 1937 TF      | 11 tháng 10 năm 1937 | Heidelberg        | K. Reinmuth       |
| 1441 Bolyai       | 1937 WA      | 16 tháng 11 năm 1937 | Konkoly           | G. Kulin          |
| 1442 Corvina      | 1937 YF      | 29 tháng 12 năm 1937 | Konkoly           | G. Kulin          |
| 1443 Ruppina      | 1937 YG      | 29 tháng 12 năm 1937 | Heidelberg        | K. Reinmuth       |
| 1444 Pannonia     | 1938 AE      | 6 tháng 1 năm 1938   | Konkoly           | G. Kulin          |
| 1445 Konkolya     | 1938 AF      | 6 tháng 1 năm 1938   | Konkoly           | G. Kulin          |
| 1446 Sillanpää    | 1938 BA      | 26 tháng 1 năm 1938  | Turku             | Y. Väisälä        |
| 1447 Utra         | 1938 BB      | 26 tháng 1 năm 1938  | Turku             | Y. Väisälä        |
| 1448 Lindbladia   | 1938 DF      | 16 tháng 2 năm 1938  | Turku             | Y. Väisälä        |
| 1449 Virtanen     | 1938 DO      | 20 tháng 2 năm 1938  | Turku             | Y. Väisälä        |
| 1450 Raimonda     | 1938 DP      | 20 tháng 2 năm 1938  | Turku             | Y. Väisälä        |
| 1451 Granö        | 1938 DT      | 22 tháng 2 năm 1938  | Turku             | Y. Väisälä        |
| 1452 Hunnia       | 1938 DZ1     | 26 tháng 2 năm 1938  | Konkoly           | G. Kulin          |
| 1453 Fennia       | 1938 ED1     | 8 tháng 3 năm 1938   | Turku             | Y. Väisälä        |
| 1454 Kalevala     | 1936 DO      | 16 tháng 2 năm 1936  | Turku             | Y. Väisälä        |
| 1455 Mitchella    | 1937 LF      | 5 tháng 6 năm 1937   | Heidelberg        | A. Bohrmann       |
| 1456 Saldanha     | 1937 NG      | 2 tháng 7 năm 1937   | Johannesburg      | C. Jackson        |
| 1457 Ankara       | 1937 PA      | 3 tháng 8 năm 1937   | Heidelberg        | K. Reinmuth       |
| 1458 Mineura      | 1937 RC      | 1 tháng 9 năm 1937   | Uccle             | F. Rigaux         |
| 1459 Magnya       | 1937 VA      | 4 tháng 11 năm 1937  | Crimea-Simeis     | G. N. Neujmin     |
| 1460 Haltia       | 1937 WC      | 24 tháng 11 năm 1937 | Turku             | Y. Väisälä        |
| 1461 Jean-Jacques | 1937 YL      | 30 tháng 12 năm 1937 | Nice              | M. Laugier        |
| 1462 Zamenhof     | 1938 CA      | 6 tháng 2 năm 1938   | Turku             | Y. Väisälä        |
| 1463 Nordenmarkia | 1938 CB      | 6 tháng 2 năm 1938   | Turku             | Y. Väisälä        |
| 1464 Armisticia   | 1939 VO      | 11 tháng 11 năm 1939 | Williams Bay      | G. Van Biesbroeck |
| 1465 Autonoma     | 1938 FA      | 20 tháng 3 năm 1938  | Hamburg-Bergedorf | A. Wachmann       |
| 1466 Mündleria    | 1938 KA      | 31 tháng 5 năm 1938  | Heidelberg        | K. Reinmuth       |
| 1467 Mashona      | 1938 OE      | 30 tháng 7 năm 1938  | Johannesburg      | C. Jackson        |
| 1468 Zomba        | 1938 PA      | 23 tháng 7 năm 1938  | Johannesburg      | C. Jackson        |
| 1469 Linzia       | 1938 QD      | 19 tháng 8 năm 1938  | Heidelberg        | K. Reinmuth       |
| 1470 Carla        | 1938 SD      | 17 tháng 9 năm 1938  | Heidelberg        | A. Bohrmann       |
| 1471 Tornio       | 1938 SL1     | 16 tháng 9 năm 1938  | Turku             | Y. Väisälä        |
| 1472 Muonio       | 1938 UQ      | 18 tháng 10 năm 1938 | Turku             | Y. Väisälä        |
| 1473 Ounas        | 1938 UT      | 22 tháng 10 năm 1938 | Turku             | Y. Väisälä        |
| 1474 Beira        | 1935 QY      | 20 tháng 8 năm 1935  | Johannesburg      | C. Jackson        |
| 1475 Yalta        | 1935 SM      | 21 tháng 9 năm 1935  | Crimea-Simeis     | P. F. Shajn       |
| 1476 Cox          | 1936 RA      | 10 tháng 9 năm 1936  | Uccle             | E. Delporte       |
| 1477 Bonsdorffia  | 1938 CC      | 6 tháng 2 năm 1938   | Turku             | Y. Väisälä        |
| 1478 Vihuri       | 1938 CF      | 6 tháng 2 năm 1938   | Turku             | Y. Väisälä        |
| 1479 Inkeri       | 1938 DE      | 16 tháng 2 năm 1938  | Turku             | Y. Väisälä        |
| 1480 Aunus        | 1938 DK      | 18 tháng 2 năm 1938  | Turku             | Y. Väisälä        |
| 1481 Tübingia     | 1938 DR      | 7 tháng 2 năm 1938   | Heidelberg        | K. Reinmuth       |
| 1482 Sebastiana   | 1938 DA1     | 20 tháng 2 năm 1938  | Heidelberg        | K. Reinmuth       |
| 1483 Hakoila      | 1938 DJ1     | 24 tháng 2 năm 1938  | Turku             | Y. Väisälä        |
| 1484 Postrema     | 1938 HC      | 29 tháng 4 năm 1938  | Crimea-Simeis     | G. N. Neujmin     |
| 1485 Isa          | 1938 OB      | 28 tháng 7 năm 1938  | Heidelberg        | K. Reinmuth       |
| 1486 Marilyn      | 1938 QA      | 23 tháng 8 năm 1938  | Uccle             | E. Delporte       |
| 1487 Boda         | 1938 WC      | 17 tháng 11 năm 1938 | Heidelberg        | K. Reinmuth       |
| 1488 Aura         | 1938 XE      | 15 tháng 12 năm 1938 | Turku             | Y. Väisälä        |
| 1489 Attila       | 1939 GC      | 12 tháng 4 năm 1939  | Konkoly           | G. Kulin          |
| 1490 Limpopo      | 1936 LB      | 14 tháng 6 năm 1936  | Johannesburg      | C. Jackson        |
| 1491 Balduinus    | 1938 EJ      | 23 tháng 2 năm 1938  | Uccle             | E. Delporte       |
| 1492 Oppolzer     | 1938 FL      | 23 tháng 3 năm 1938  | Turku             | Y. Väisälä        |
| 1493 Sigrid       | 1938 QB      | 26 tháng 8 năm 1938  | Uccle             | E. Delporte       |
| 1494 Savo         | 1938 SJ      | 16 tháng 9 năm 1938  | Turku             | Y. Väisälä        |
| 1495 Helsinki     | 1938 SW      | 21 tháng 9 năm 1938  | Turku             | Y. Väisälä        |
| 1496 Turku        | 1938 SA1     | 22 tháng 9 năm 1938  | Turku             | Y. Väisälä        |
| 1497 Tampere      | 1938 SB1     | 22 tháng 9 năm 1938  | Turku             | Y. Väisälä        |
| 1498 Lahti        | 1938 SK1     | 16 tháng 9 năm 1938  | Turku             | Y. Väisälä        |
| 1499 Pori         | 1938 UF      | 16 tháng 10 năm 1938 | Turku             | Y. Väisälä        |
| 1500 Jyväskylä    | 1938 UH      | 16 tháng 10 năm 1938 | Turku             | Y. Väisälä        |